# Krzysztof Drzazga
Krzysztof Drzazga (ur. 20 czerwca 1995 w Szprotawie) – polski piłkarz grający na pozycji pomocnika ofensywnego.
W Ekstraklasie debiutował w 2016 roku w barwach Wisły Kraków. Z krakowskiego klubu był wypożyczany do pierwszoligowych zespołów: Stali Mielec, Chojniczanki Chojnice i Puszczy Niepołomice.